# فجوة عاطفية
تُشير عبارة الفجوة العاطفية أو الفتحة العاطفية (بالإنجليزية: Emotional aperture)‏ إلى القدرة على إدراك سمات مشاعر المجموعة. وهذه المهارة تتضمن القدرة الإدراكية على ضبط التركيز من إشارات العواطف الفردية إلى الأنماط الأوسع من إشارات العواطف المشتركة التي تشكل التركيب العاطفي للجماعة.
تشمل أمثلة على ملامح العواطف الجماعية مستوى التباين في العواطف بين الأعضاء (أي التنوع العاطفي)، ونسبة العواطف الإيجابية أو السلبية، والعاطفة النموذجية (أي الأكثر شيوعًا) الموجودة في المجموعة. وعُرف مصطلح "الفتحة العاطفية" للمرة الأولى من عالم النفس الاجتماعي جيفري سانشيز-بروكس والمنظرة التنظيمة كوي هوي. وقد أشير إلى مصطلح الفتحة العاطفية في أعمال ذات صلة، مثل كتاب دانييل جولمان، الذي هو عالم نفس، صحفي، ومؤلف كتاب الذكاء العاطفي الشهير، والذي يناقش الموضوع في كتابه الأخير "التركيز: الدافع الخفي للتفوق". كما يمكن العثور على المراجع الأكاديمية للفتحة العاطفية والأعمال ذات الصلة في موقع المراجع لرابطة البحوث حول الذكاء العاطفي في المنظمات.
قيست قدرات الفجوة العاطفية باستخدام أداة قياس الفجوة العاطفية (EAM)، وتتألف هذه الأداة من سلسلة من مقاطع الفيديو القصيرة التي تظهر مجموعات تتفاعل بشكل مختلف مع حدث غير محدد. بعد كل مقطع فيديو، يُطلب من الأفراد تقرير نسبة الأفراد الذين كان لديهم رد فعل إيجابي أو سلبي.
تعمل الفجوة العاطفية، أي القدرة على انتقاء إشارات دقيقة في المجموعة، على نفس المبدأ الذي تعمل به فتحة الكاميرا. إذ يمكننا التركيز على مشاعر شخص معين، أو الانتقال بالتدريج لشمل الجميع، سواء كانوا في صف دراسي أو مجموعة عمل. ويرتبط هذا المفهوم بشكل وثيق بالذكاء العاطفي، حيث يتضمن قدرات مثل القدرة على تنمية الدافع والمثابرة. تتيح الفتحة للمراقبين قراءة المعلومات بشكل أكثر دقة وفهم ما إذا كانت اقتراحاتهم مستقبلة بحماس أو رفض. ويمكن أن تمنع الإدراك الدقيق لهذه الإشارات الفشل وتساعد على إجراء التعديلات المفيدة خلال تنفيذ المشروع.

## الأصل
طوّرت البنية، الفتحة العاطفية، لمعالجة الحاجة إلى توسيع النماذج الحالية لإدراك المشاعر الفردية (على سبيل المثال، الذكاء العاطفي ) ولمراعاة صحة المشاعر الجماعية وميولها العملية.

## مقالات ذات صلة
- الذكاء الاجتماعي